# Naturschutzgebiet Rayener Berg
Koordinaten: 51° 28′ 12″ N, 6° 31′ 55″ O
Das Naturschutzgebiet Rayener Berg liegt auf dem Gebiet der Stadt Neukirchen-Vluyn im Kreis Wesel in Nordrhein-Westfalen.
Das Gebiet, in dem sich der Rayener Berg erhebt, erstreckt sich nördlich von Rayen, einem Ortsteil von Neukirchen-Vluyn. Am westlichen Rand des Gebietes verläuft die Landesstraße L 491, östlich die L 476 und am südöstlichen Rand die L 474. Südwestlich erstrecken sich das etwa 89,0 ha große Naturschutzgebiet (NSG) Rheurdt-Schaephuysener Kuhlenzug und das etwa 144,3 ha große NSG Staatsforst Rheurdt/Littard.

## Bedeutung
Das etwa 38,8 ha große Gebiet wurde im Jahr 1989 unter der Schlüsselnummer WES-041 unter Naturschutz gestellt. Schutzziele sind
- die Erhaltung und Wiederherstellung von Lebensräumen für an Feuchtgebiete gebundene Tier- und Pflanzenarten,
- die Erhaltung der ehemaligen Torfkuhle aus wissenschaftlichen, naturgeschichtlichen und landeskundlichen Gründen sowie
- die Erhaltung des gut strukturierten Feuchtgebietes wegen seiner Seltenheit, besonderen Eigenart und Schönheit.[3]